# Typosyllis gerhardi
Typosyllis gerhardi är en ringmaskart som beskrevs av Hartmann-Schröder 1980. Typosyllis gerhardi ingår i släktet Typosyllis och familjen Syllidae. Inga underarter finns listade i Catalogue of Life.